# 總白痴化
總白痴化是1957年2月2日由日本評論家大宅壯一提出的社會學名詞，原稱一億總白痴化（日语：／ ichioku sōhakuchika），「一億」係指日本總人口，帶有社會上所有人的涵義。大宅壯一認為，電視不同於其他媒體，具有聲音、顏色畫面，容易使人沉浸其中；許多大眾媒體利用其廣告、新聞或其他節目對觀眾進行洗腦，灌輸政治思想、偏差觀念，容易使一個人「白痴化」。所以大宅壯一將此觀念提出，提醒所有閱聽人不要輕易受媒體影響。總白痴化很快就被各國的社會學者拿來研究，也有不少國家的教育中也加入了這個專有名詞。

## 涵義
廣義來說，當一個國家的視聽大眾被各種媒體，無論是網路、電視，或是平面媒體影響，使其原有的政治思想、價值觀等受到影響，甚至開始出現歧視、極端化的發生，則可稱之為「總白痴化」。一個國家的大眾若接受到媒體的影響，則會使該國的青年暴躁，社會不平靜，亦或該國的兒童變得知識封閉，不懂學以致用、實事求是的道理。